# Philippe Barrès
Pour les articles homonymes, voir Barrès.
Philippe Barrès, né le 8 juillet 1896 à Neuilly-sur-Seine et mort le 15 avril 1975 à Pertuis (Vaucluse), est un résistant, journaliste et homme politique de droite français. Il est le fils de Maurice Barrès et le père de Claude Barrès.

## Biographie
Fils du chantre du nationalisme, Philippe Barrès s'engage à 18 ans au 12e régiment de cuirassiers afin de prendre part à la Première Guerre mondiale avant d'incorporer le 1er bataillon de chasseurs à pied. À l'issue du conflit, cité trois fois, il reçoit la Croix de guerre 1914-1918 et est fait chevalier de la Légion d'honneur. Il dirige un temps le groupuscule fasciste le Faisceau dans les années 1920 et participe également à la rédaction du quotidien Le Nouveau Siècle.
En 1932, il est correspondant en Allemagne pour le Matin avant d'en devenir à partir de 1935 l'un des rédacteurs en chef. En septembre 1938, il démissionne et occupe ensuite des fonctions analogues à Paris-Soir.
Mobilisé en 1939 puis affecté en février 1940 au Grand Quartier Général, Barrès qui s'est toujours montré hostile au national-socialisme, comme en témoigne son livre Sous la vague hitlérienne, se met dès juin 1940 au service de la France libre et rédige en 1941, en exil à New York, la première biographie du général de Gaulle.
De retour en France, il fonde en octobre 1944 le journal Paris-Presse avec Ève Curie et collabore à partir de 1949 au Figaro puis à L'information financière. S'engageant en politique, il est élu député de Meurthe-et-Moselle sous l'étiquette du RPF en 1951 et s'intéresse essentiellement aux questions extérieures. À la fin de son mandat, il se désintéresse de la vie politique ; cependant en 1958, le Général de Gaulle devient président de la République et Philippe Barrès décide de s'investir de nouveau en devenant conseiller municipal, affilié UNR, de 1959 à 1962.
Partisan de l'Algérie française, la mort de son fils, Claude Barrès, tué dans une opération de maintien de l'ordre en Algérie, lui fait prendre ses distances avec la politique algérienne du général.

## Publications
- La Guerre à vingt ans, Paris, Plon, 1924.
- Ainsi que l'Albatros, roman, Paris, Plon, 1931.
- La Victoire au dernier tournant, Paris, Plon, 1931.
- Sous la vague hitlérienne, Paris, Plon, 1934.
- They speak for a nation, recueil de lettres de Français publié en Amérique, New York, Doubleday Doran, 1941.
- Charles de Gaulle, Paris, Plon, 1941.
- Sauvons nos prisonniers, New York, Didier, 1942.
- Si on l'avait écouté..., [1940]

## Distinctions
- Chevalier de la Légion d'honneur à titre militaire (décret du 16 mars 1921)[4] ;
- Croix de guerre 1914–1918 avec 3 citations.

### Sources
- Maurice Barrès, Romans et voyages, t. 2, chez Bouquins, partie consacrée à sa famille : "Annexe".